# Brabus

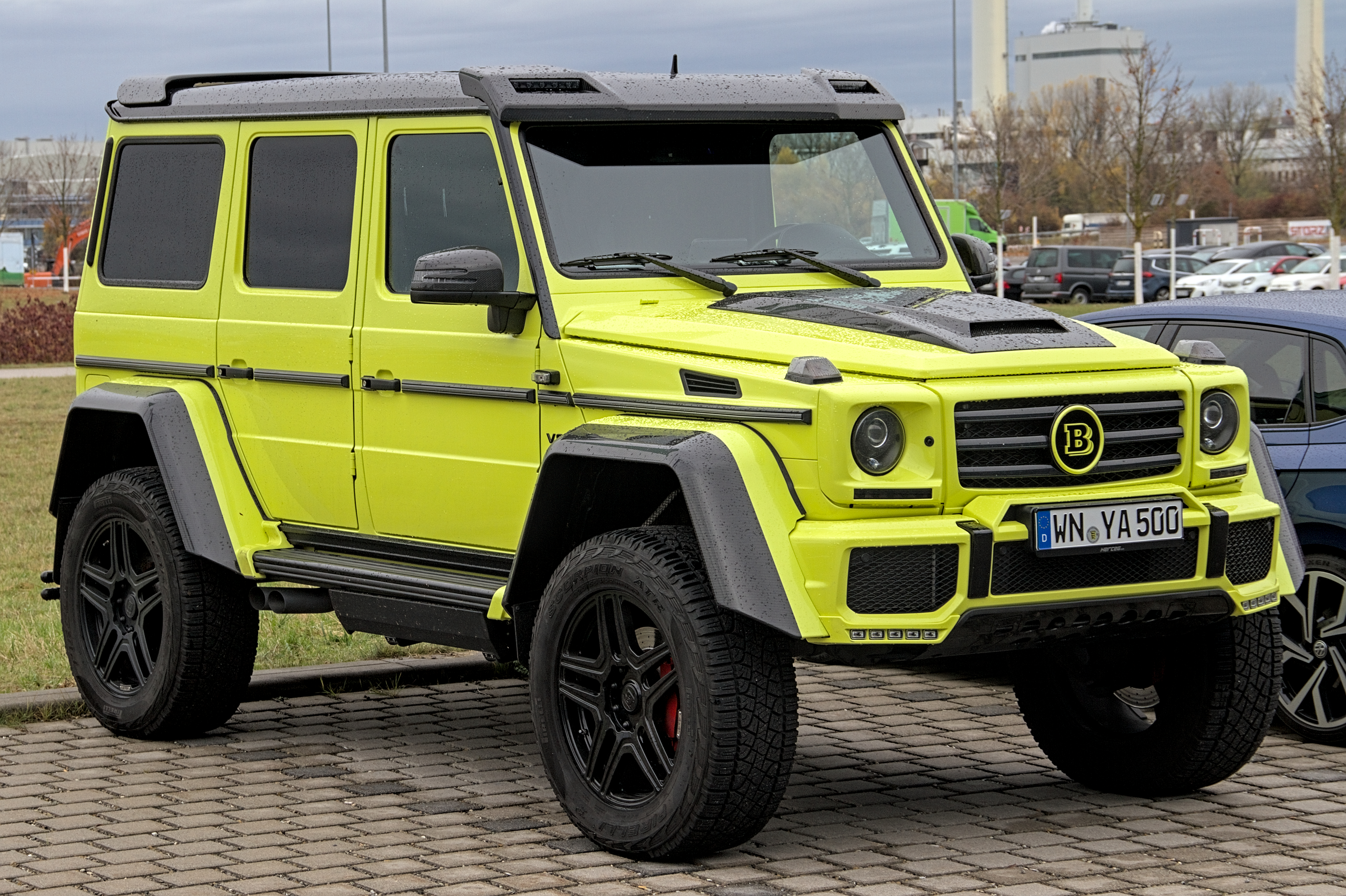
Brabus 550 Adventure 4X4², 2017

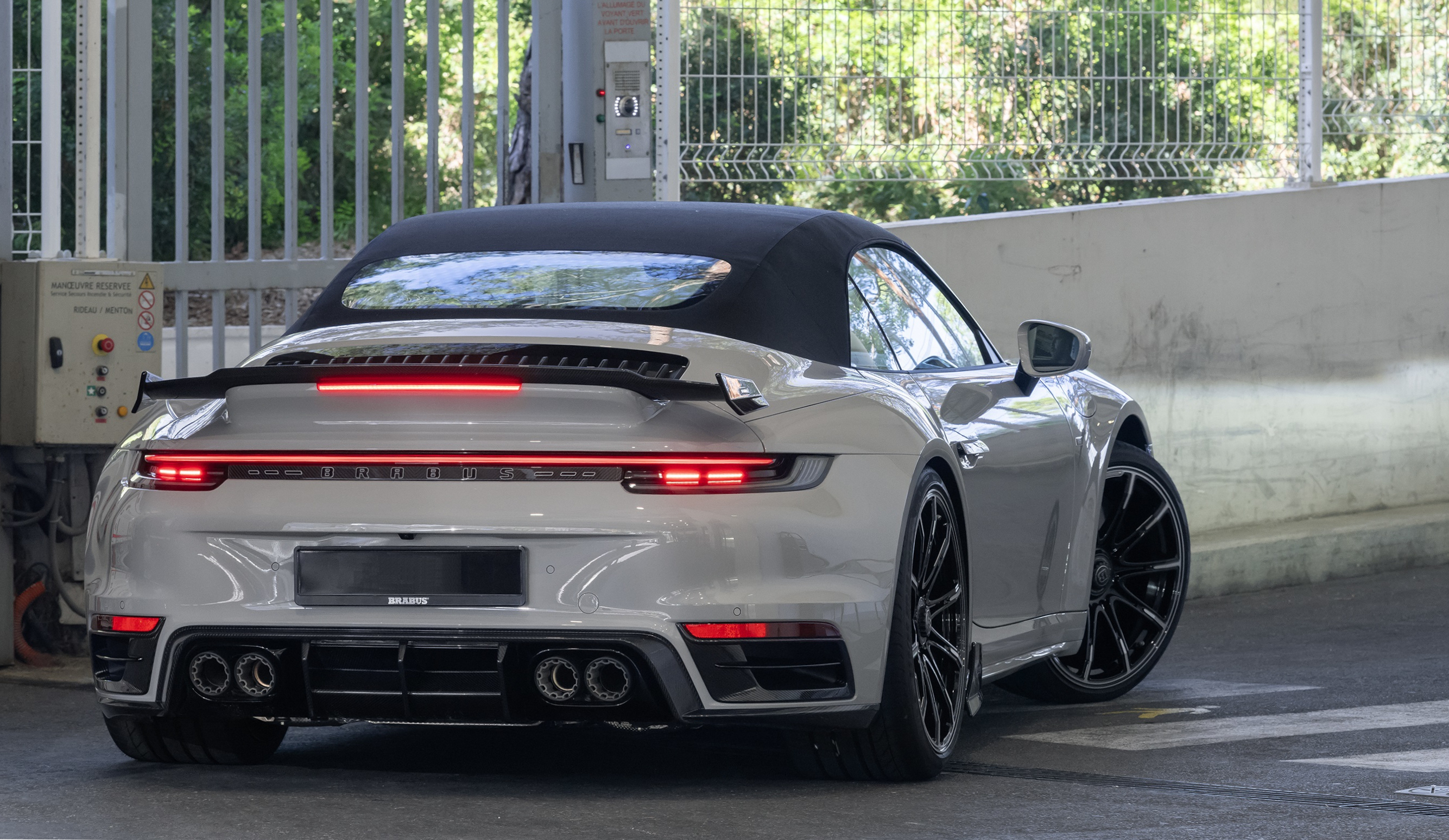
Brabus 820, 2022

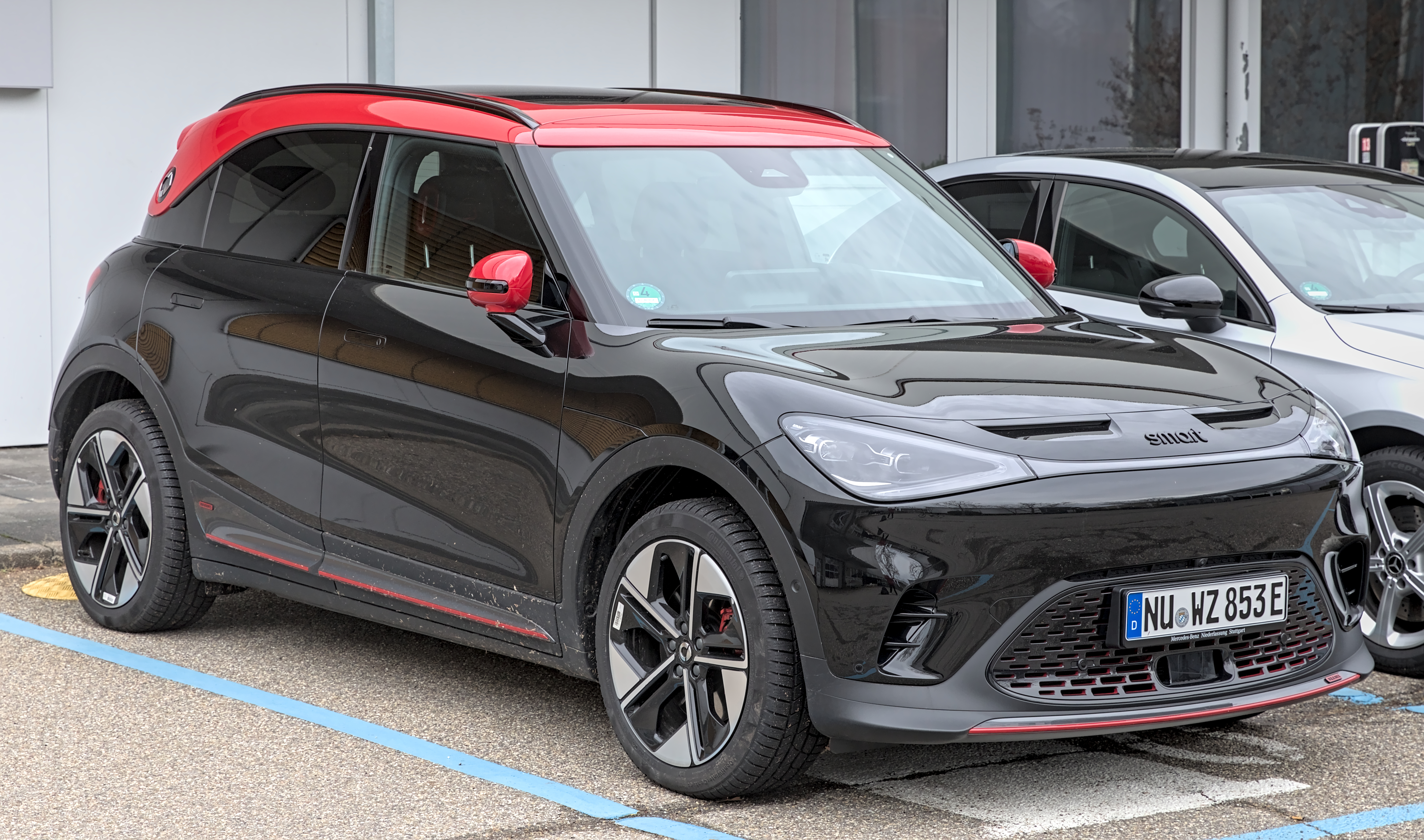
Smart #1 Brabus, 2023

Die TSC Holding GmbH ist die Holdinggesellschaft, in der alle Aktivitäten der Brabus-Gruppe zusammengefasst sind. Sitz des Unternehmens ist Bottrop. Brabus beschäftigt sich mit dem Handel von Fahrzeugen, dem Fahrzeugtuning und der Restaurierung insbesondere von Mercedes-Benz-Modellen. Darüber hinaus ist Brabus ein eingetragener Fahrzeughersteller.

## Geschichte
Brabus wurde 1977 zu Beginn des Höhepunktes der Tuningbranche in den 1970er- und 1980er-Jahren von dem Automobilkaufmann Bodo Buschmann in Bottrop zusammen mit seinem Studienkollegen Klaus Brackmann gegründet. Der Name BRABUS ist die Zusammensetzung von BRAckmann und BUSchmann. Ursprünglicher Unternehmenszweck war die Auslagerung von Randaktivitäten aus der Mercedes-Vertretung des Vaters von Bodo Buschmann. Buschmann erweiterte die ursprünglichen Aktivitäten um das Tuning. Brackmann schied später aus dem Unternehmen aus und arbeitet seither als Rechtsanwalt in Oberhausen. Bekannt wurde Brabus vor allem durch Umbauten des Mercedes-Benz W 126.
1984 baute man einem Mercedes 190 E einen Fünfliter-V8-Motor mit 290 PS ein, 1985 schaffte die von Brabus optimierte E-Klasse einen cw-Weltrekord von 0,26.
Später machte Brabus immer wieder durch exklusive Fahrzeuge auf sich aufmerksam. So stellte Brabus mit dem Modell Brabus E V12 auf Basis des Mercedes-Benz W 210 seinerzeit die schnellste Serienlimousine der Welt (330 km/h) vor. Der E V12 auf Basis des Mercedes-Benz W 211 setzt diesen Weltrekord mit 350,2 km/h fort. In diese Variante wurde ein 6,3-Liter-V12-Biturbo mit 471 kW (640 PS) und 1024 Nm Drehmoment eingebaut. Die 2005er Evolutionsstufe des V12-Biturbo-Motors (SV 12 S) hat 537 kW (730 PS) und ein maximales Drehmoment von 1320 Nm, das elektronisch auf 1100 Nm begrenzt wird, um Reifen und Getriebe nicht zu überlasten. Dieser Motor wird im Brabus Rocket eingesetzt (Basis CLS) und neuerdings auch in der aktuellen C-Klasse. Dort heißt er Brabus Bullit. Seine Höchstgeschwindigkeit laut Hersteller beträgt über 360 km/h. Die 2009er Evolutionsstufe mit dem nochmals leistungsgesteigerten V12-Biturbo-Motor mit 552 kW (750 PS) wurde in der SL- und GLK-Klasse sowie im Maybach 57S und 62S verwendet.
Mitte 2014 hatte die Version des Biturbo-Motors 625 kW (850 PS) und ein auf 1150 Nm begrenztes Drehmoment. Originär (auf dem Prüfstand, ohne Rücksicht auf das Getriebe) kann diese Motorversion auf einem Drehzahlplateau von 2500 bis 4500/min ein Drehmoment von 1450 Nm entwickeln. Sie wird in den aktuellen C-, CLS-, E-, S- und G-Klassen angeboten.
Ebenfalls ist Brabus für die sogenannte „Mastik-Leder“-Ausstattung bekannt, die den Preis eines Mittelklasse-PKWs erreichen kann.
Brabus galt als größter Konkurrent von AMG, bis AMG von DaimlerChrysler gekauft wurde. 1994 wurde Brabus Werkstuner von Bugatti. Ende der 1990er-Jahre wurde das Betriebsgelände erheblich vergrößert. Mit 350 Mitarbeitern war Brabus 2007 der größte unabhängige Fahrzeugtuner der Welt. Die Brabus-Allee in Bottrop, an der das Unternehmen seinen Sitz hat, wurde nach ihm benannt.
Mit der Übernahme der Micro Compact Car smart GmbH (2002 umbenannt in smart GmbH) durch die Daimler-Benz AG gründete Brabus mit der smart GmbH im Jahr 2002 das Joint-Venture smart-Brabus GmbH mit Sitz in Bottrop. 2004 folgte die Gründung der Brabus Service GmbH.
Etwa 30 % des Umsatzes entfielen 2008 auf den deutschen Markt.
Im Herbst 2012 wurde bekannt, dass Brabus einen dritten Werkteil am Stammsitz in Bottrop-Eigen errichtet, der vor allem der Kapazitätsausweitung dient.
Am 26. April 2018 verstarb nach kurzer schwerer Krankheit der Gründer und CEO Bodo Buschmann, seine Nachfolge trat sein Sohn Constantin Buschmann an.
Zum Sommer 2022 stellte Brabus eine 603 kW (820 PS) starke Version des Porsche 911 Turbo vor; der Motor hat ein Drehmoment von 950 Nm. Aus dem Stand auf 100 km/h beschleunigt der Wagen in 2,5 Sekunden, bei 340 km/h wird abgeregelt.

## Tätigkeitsfeld

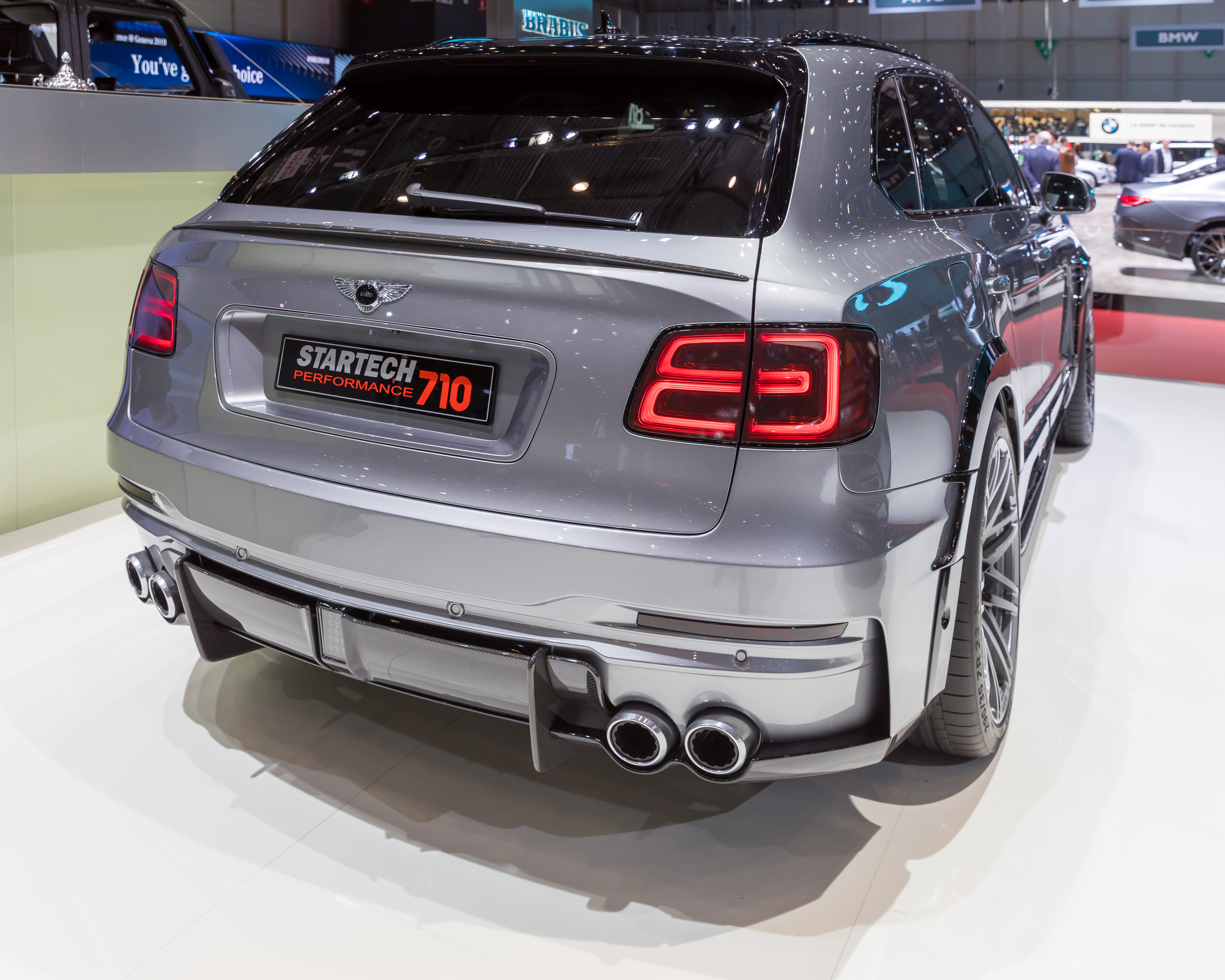
Von Startech modifizierter Bentley Bentayga

Brabus gilt heute offiziell als Fahrzeughersteller. Das Angebot umfasst alle Modelle von smart, Mercedes-Benz und Maybach. Brabus-Fahrzeuge zeichnen sich im Vergleich zu den Pendants der Hersteller dadurch aus, dass sie in der Regel leistungsgesteigert sind. Ebenfalls ist die Innenausstattung in der Regel in Bezug auf die verwendeten Materialien verfeinert und technisch aufgewertet. Geänderte Fahrwerke, Rad-/Reifenkombinationen sowie veränderte Karosserieteile runden das Angebot ab.
Weiterhin bietet Brabus auch einzelne Komponenten an. Dazu gehören z. B. geänderte Motorsteuergeräte mit Chiptuning und Felgen aus eigener Entwicklung. In der Regel verfügt das prozessorgesteuerte Zusatzsteuergerät für die Motorelektronik über ein TÜV-Teilegutachten, das die Einhaltung der Vorschriften der StVZO bescheinigt. Mit einem TÜV-Teilegutachten ist der Fahrzeughalter sicher, dass die Fahrzeugkomponenten auch nach dem Tuning allen gesetzlichen Vorgaben entsprechen. Nach Abnahme durch einen Sachverständigen auf Basis des TÜV-Teilegutachten kann der Fahrzeughalter eine Ergänzung der Fahrzeugpapiere beantragen und das Chiptuning eintragen lassen. Die Kfz-Versicherung ist entsprechend zu informieren.
Startech ist dagegen ein Unternehmensbereich der CRD (Car Research and Development), die wiederum eine Tochter von Brabus ist. Die Firma Startech tunt Fahrzeuge von verschiedenen Marken wie Land Rover, Bentley, Aston Martin, Tesla und Jaguar.

## Brabus Supercars

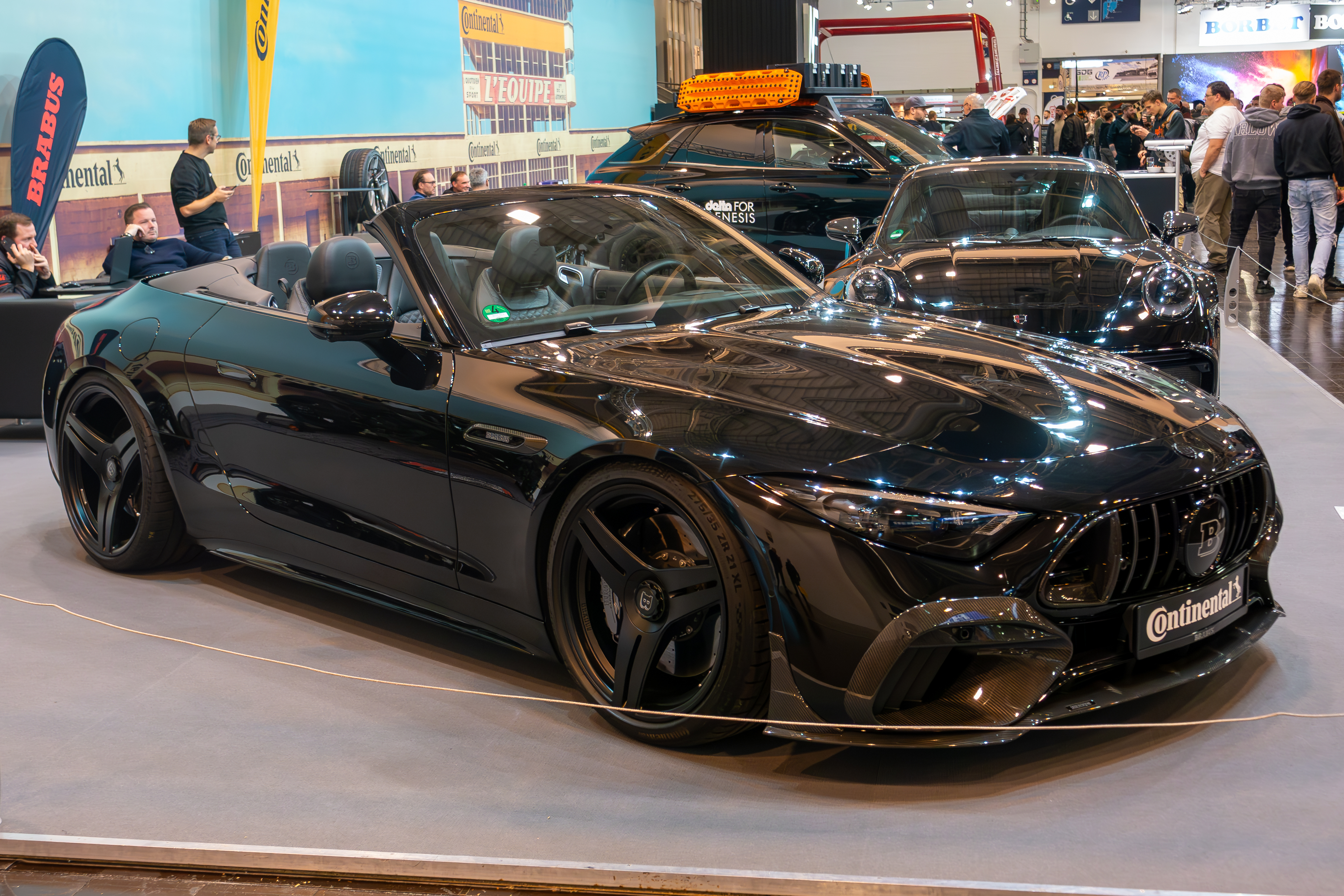
Brabus 750 Bodo Buschmann Edition

Neben den „normalen“ Tuningvarianten von Motor, Fahrwerk und Optikkomponenten bietet Brabus auch seit einiger Zeit komplette Umbauten an, die dank sehr hoher Motor- und Fahrleistungen den Namen „Supercars“ erhalten. Hierzu gehören neben den bekannten Brabus Bullit, E V12 und Rocket auch folgende Modelle:
- G V12 800 Widestar auf Basis der G-Klasse mit 588 kW (800 PS) starkem V12-Biturbo
- Viano V8 auf Basis des Viano mit 313 kW (426 PS) starkem V8
- S-V12S-Modelle mit 537 kW (730 PS) starkem V12-Biturbo auf Basis des S/CL/SL 600
- T13-Modelle mit 463 kW (630 PS) starkem V12-Biturbo auf Basis des S/CL/SL 600 (etwa 2007)[8]
- S-V12R Biturbo S-Klasse & SL mit 800 PS und elektronisch begrenzten 1100 Nm
- S-V12R Biturbo iBusiness S-Klasse Langversion mit 800 PS
- EV12 Coupé E-Klasse Coupé mit einem doppelt aufgeladenen 6,2 Liter V12 und 800 PS (2010)[9]
- SLS 700 BiTurbo auf Basis des SLS AMG mit 514 kW (700 PS) starkem V8-BiTurbo
- E 850 E-Klasse mit Achtzylindermotor 625 kW (850 PS), auch als T-Modell (2014).[10][11]
- Brabus Rocket 900 auf Basis des S 65 AMG mit 900 PS-starkem V12-BiTurbo, dessen Drehmoment elektronisch auf 1200 Nm begrenzt wurde (2015–2020)
- Brabus 900 „One of Ten“, auf 10 Stück limitierte Sonderserie auf Basis des G 65 mit 662 kW (900 PS), 1500 Nm (elektronisch auf 1200 Nm begrenzt) und einer elektronisch auf 270 km/h begrenzten Höchstgeschwindigkeit[12][13]
- Brabus SLK V8 „One of Five“ geplante Kleinserie des SLK R170 von 20 Stück. Diese wurde dann auf fünf Fahrzeuge limitiert mit dem „BRABUS Guinessbook Record Motor M119 6.5ltr“ 333 kW (450 PS) 668 Nm. Höchstgeschwindigkeit abgeregelt mit langer Hinterachse bei 302 km/h.
- Brabus Ultimate E auf Basis des Elektrischen smart EQ fortwo cabrio mit 68 kW (92 PS)[14]
- Brabus 750 Bodo Buschmann Edition, auf Basis Mercedes-AMG SL 63
- Brabus 800 Adventure XLP G-Klasse-Umbau, ein V8 Biturbo Pickup mit 800 PS Leistung und unter 5 Sekunden auf 100 km/h[15]
- Brabus Rocket 900 "One of Ten", auf Basis des GT 63 S 4MATIC+ ein 662 kW (900 PS) starker und auf 10 Stück limitierter Nachfolger des ersten Brabus Rocket[16]
- Brabus 900 Crawler offenes High Performance Allrad-Offroad-Fahrzeug mit hochfestem Rohrrahmen und viersitziger Sicht-Carbon-Karosserie.[17]

## Brabus Classic

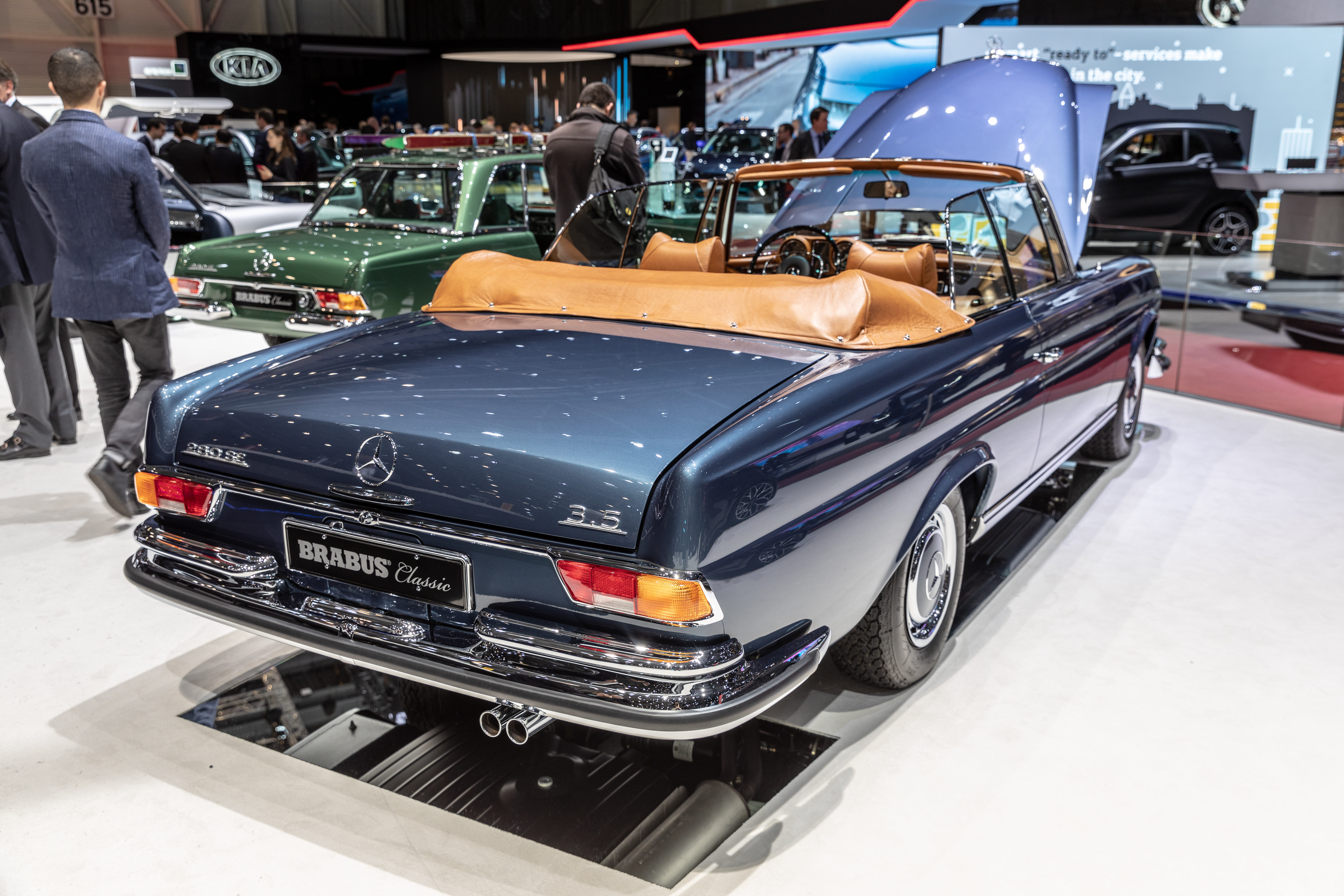
Von Brabus Classic restaurierter Mercedes-Benz 280 SE 3.5

Neben dem Tunen von aktuellen Mercedes-Modellen beschäftigt sich Brabus Classic mit der Restauration von Mercedes-Oldtimern wie dem 300 SL.